# Matthew Sadler
Matthew Sadler (ur. 15 maja 1974) – angielski szachista, arcymistrz od 1993 roku.

## Kariera szachowa
Pierwsze sukcesy na arenie międzynarodowej zaczął odnosić pod koniec lat 80. XX wieku. W 1988 r. podzielił II miejsce (za Paulem Motwanim, wraz z Jonathanem Levittem i Keithem Arkellem) w Londynie, na przełomie tego i kolejnego roku zajął w otwartym turnieju w Hastings II lokatę za Judit Polgár. W 1991 zwyciężył (wraz z Anatolijem Wajserem) w Cappelle-la-Grande. W kolejnych latach triumfował w Budapeszcie (1993, First Saturday FS10 GM), Gausdal (1994), Cannes (1995), Ischii (1996, wraz z Ľubomírem Ftáčnikiem i Aleksandrem Chalifmanem), Oberwart (1996), Hastings (1997/98) oraz zdobył tytuł mistrza Wielkiej Brytanii (1995). Te sukcesy dały mu awans do pierwszej dwudziestki na świecie (1 lipca 1997 zajmował 17. miejsce na liście światowej FIDE), co zaowocowało zaproszeniem w roku 1998 do turnieju elity w Tilburgu, w którym zajął bardzo wysokie dz. III miejsce (za Viswanathanem Anandem i Péterem Lékó, wraz z Wadimem Zwiagincewem i Władimirem Kramnikiem, a przed m.in. Michaelem Adamsem, Piotrem Swidlerem i Weselinem Topałowem. W 1999 roku zajął dz. II m. w Hastings (za Ivanem Sokolovem, wraz z Johnem Emmsem, Jonathanem Speelmanem, Siergiejem Szypowem i Rusłanem Ponomariowem) oraz zwyciężył (wraz z Wiktorem Korcznojem) w Arnhem, po czym wycofał się z życia szachowego, w latach 2000–2009 startując bardzo rzadko w turniejach klasyfikowanych przez Międzynarodową Federację Szachową. W 2010 r. odniósł zwycięstwo w otwartym turnieju w Haarlem, natomiast w 2011 r. zajął I m. w kolejnych dwóch openach, w Barcelonie oraz Oslo.
W drugiej połowie lat 90. należał do podstawowych zawodników reprezentacji Anglii, dwukrotnie startując w szachowych olimpiadach (1996, zdobywając złoty medal za indywidualny wynik na IV szachownicy i 1998), natomiast w roku 1997 w drużynowych mistrzostwach świata (brązowy medal na III szachownicy) oraz w drużynowych mistrzostwach Europy (dwa medale: złoty wraz z drużyną oraz srebrny na IV szachownicy). Był również dwukrotnym uczestnikiem mistrzostw świata rozgrywanych systemem pucharowym: w roku 1997 w Groningen w II rundzie pokonał Jaana Ehlvesta, a w III przegrał z Aleksiejem Driejewem, natomiast w 1999 w Las Vegas odpadł w II rundzie, po porażce z Karenem Asrjanem.
Największym osiągnięciem rankingowym w dotychczasowej karierze było uzyskanie 1 stycznia 1999 r. 2667 punktów, zajmował wówczas 22. miejsce na światowej liście FIDE, jednocześnie zajmując 3. miejsce (za Michaelem Adamsem i Nigelem Shortem) wśród angielskich szachistów. 1 lipca 2017 roku uzyskał wprawdzie wyższy ranking 2687 punktów (stan na wrzesień 2017), jednak wskutek powolnej dewaluacji rankingu pozwoliło mu to na zajęcie 58 pozycji na świecie i 4 pośród angielskich szachistów (oprócz wymienionych wyżej wyprzedzał go dodatkowo David Howell).
Matthew Sadler jest także autorem kilku książek o tematyce szachowej, w tym dwóch poświęconych obronie słowiańskiej.

## Publikacje
- A contemporary approach to the Middle Game, 1992, ISBN 0-87568-216-2
- Semi Slav, 1998, ISBN 1-901259-08-0
- Tips for young players, 1999, ISBN 1-85744-231-8
- Queen’s Gambit Declined, 2000, ISBN 1-85744-256-3
- The Slav, 2004, ISBN 1-901259-00-5
- Study chess with Matthew Sadler, 2012, ISBN 978-1-85744-990-7